# 蕭師姑
蕭師姑（?—?），為遼天祚帝耶律延禧的德妃，小字師姑。
蕭師姑是北府宰相蕭常哥的次女。寿隆二年（1096年），入宮作为燕王耶律延禧之妃，封为燕国妃，生耶律撻魯。乾統三年（1103年）封为德妃。耶律撻魯被封为燕国王，加赞翼之号德妃。四年（1104年）春，耶律撻魯早逝，不久德妃也去世。